# Iresioides beaumontii
Iresioides beaumontii là một loài bọ cánh cứng trong họ Cerambycidae.